# Basse danse

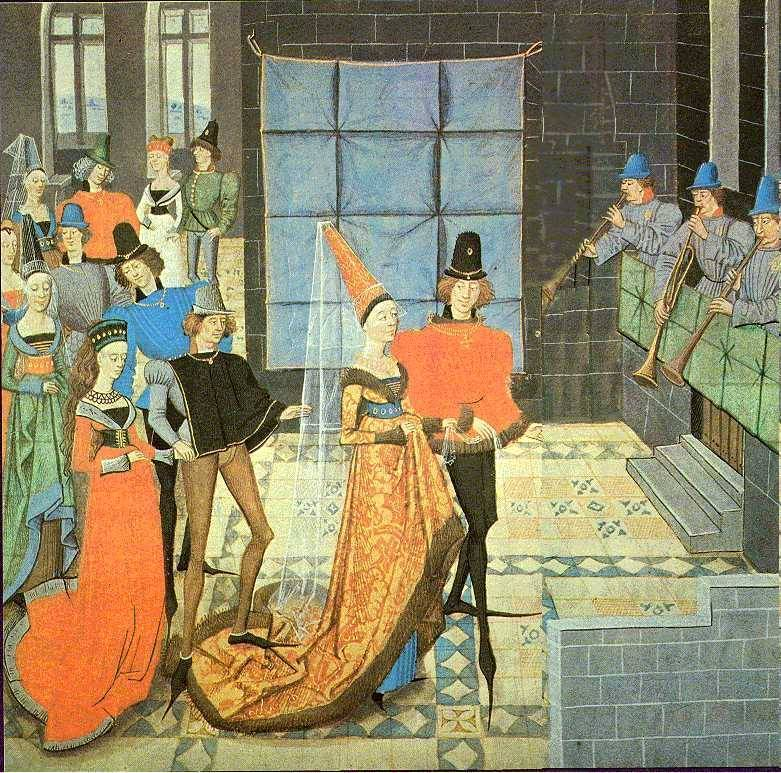
Basse danse

De basse danse was een elegante en statige dans, vooral populair als hofdans in de vijftiende en zestiende eeuw, waarbij voeten schuiven over de grond (basse).

## De danspassen
De basse danse was geliefd aan zowel het Bourgondische als het Italiaanse hof. Een grote variatie aan passen, buigingen en wendingen vormt de basis van deze dans. De deelnemers volgen dezelfde bewegingspatronen en de danspartners raken elkaar hooguit even met de vingertoppen aan.
De voorgeschreven mode, met voor de dames lange slepen en voor de heren kousenbroeken en puntschoenen, beperkt de bewegingsvrijheid. De basse danse is dan ook een deftige, zeer langzame dans: de voeten schuiven en komen nauwelijks van de grond.

## De muziekbegeleiding
De dans werd meestal begeleid door een fluit- en tamboerijnspeler (één persoon) of door een fluit- en een trommelspeler (gespeeld door twee personen).
Ook  een  alta cappella ensemble bestaande uit twee schalmeien met een schuiftrompet komt voor.

## Het Basses danses-manuscript van Margaretha van Oostenrijk

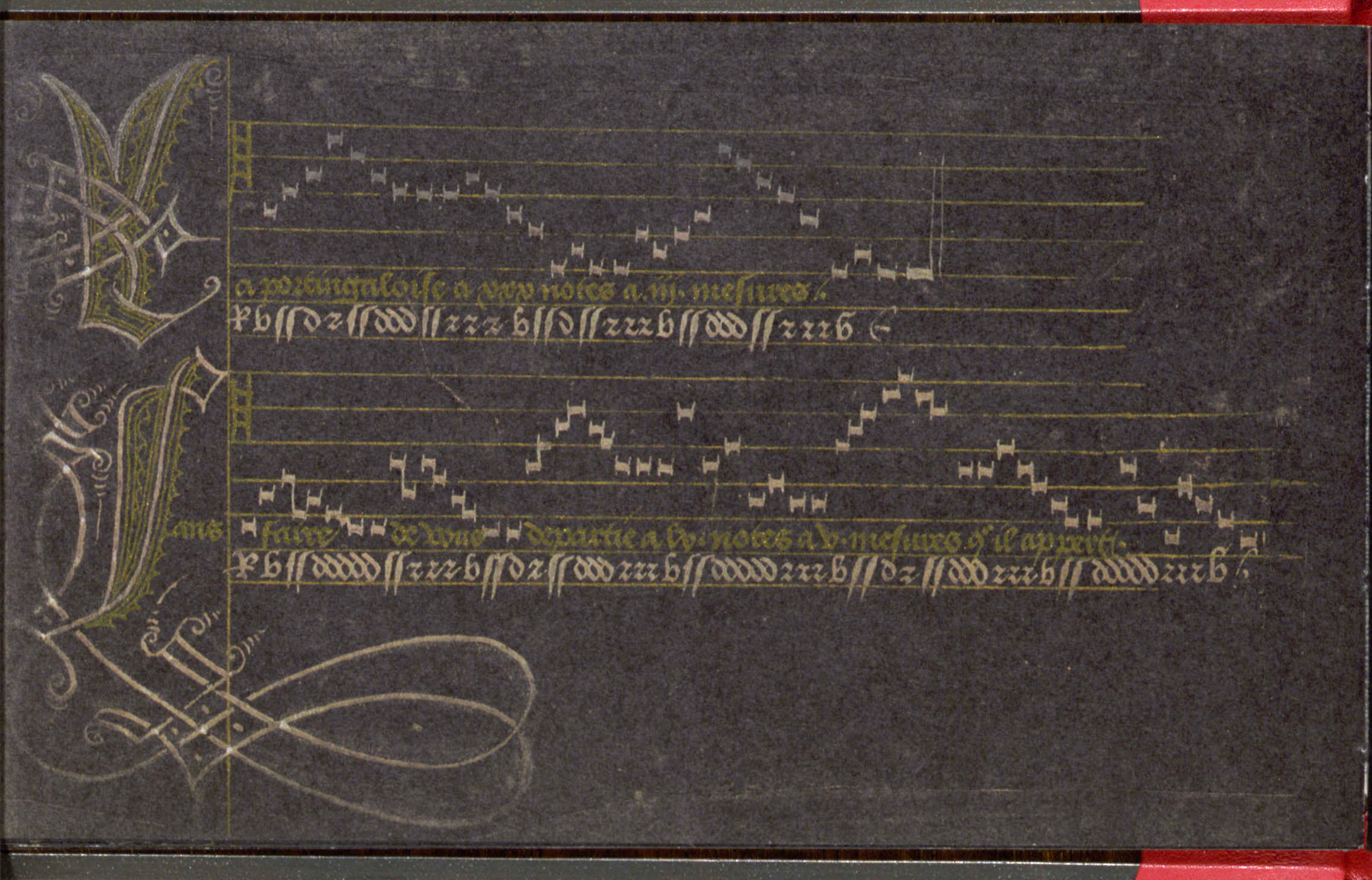
Blz. 26 uit het Basses-danses boekje van Margaretha van Oostenrijk

Het KBR museum in Brussel is in het bezit van  een Basses danses-manuscript (Br 9085) of dansboekje van Margaretha van Oostenrijk. Het is een langwerpig boekje van 12,8 bij 21 cm en bevat 25 zwarte perkamenten bladen waarop tekst en muziek zijn geschreven in kostbare gouden en zilveren inkt dat stamt uit de tweede helft van de 15e eeuw. Het boekje bestaat uit twee delen:
- Een theoretische beschrijving van de danspassen
- 58 dansen in choreografische en monofonische  notatie (tenor).

Dit in het Picardisch geschreven handschrift is een van de zeven overgebleven manuscripten die gekopieerd werden op zwart perkament. Aan het hof van Bourgondië was de kleur zwart het symbool van luxe en prestige. Om dit zwarte effect te bereiken, werden de perkamenten gekleurd met zwarte pigmenten op koolstofbasis of met ferrogalverbindingen. 
Margaretha van Oostenrijk schreef met de hand op een ingevoegd wit perkament: "Dit boek is van de prinses van Spanje". Ook is het ex-libris van Margaretha op een wit perkament in het zwarte boekje gekleefd.
Enkele dansen:
- La danse de cleves
- La danse de Ravestain
- La franchoise nouvelle
- L'esperance
- Le joieux de Brucelles
- Avignon
- La rochelle
- Le petit rouen (n°16)
- Filles a marier (n°17)
- Maistresse (n°18)
- Le grant rouen
- Bayonne
- La potevine
- La portingaloise (n°22)
- La margarite (n° 5)
- La basse danse du roy despaigne (n°9)
- La basse danse du roy (n°44)
- Le grant Thorin (n°51)
- Lesperance de bourbon (n°56)